# Eudistoma atrum
Eudistoma atrum is een zakpijpensoort uit de familie van de Polycitoridae. De wetenschappelijke naam van de soort is voor het eerst geldig gepubliceerd in 1999 door Monniot & Monniot.